# Angel Street
| Recensione | Giudizio |
| ---------- | -------- |
| AllMusic   |          |

Angel Street è un album discografico del batterista jazz statunitense Tony Williams, pubblicato dalla casa discografica Blue Note Records nel 1988.

## Tracce

### LP
Tutti i brani sono stati composti da Tony Williams
Lato A
1. Angel Street – 8:13
2. Touch Me – 1:22
3. Red Mask – 7:05
4. Kiss Me – 0:52
5. Dreamland – 9:37

Lato B
1. Only with You – 5:54
2. Pee Wee – 6:35
3. Thrill Me – 0:44
4. Obsession – 4:22

## Musicisti
- Tony Williams - batteria
- Wallace Roney - tromba
- Billy Pierce - sassofono tenore, sassofono soprano
- Mulgrew Miller - pianoforte
- Charnett Moffet - basso

Note aggiuntive
- Tony Williams e Jason Corsaro - produttore
- Lee Ethier - coordinatore alla produzione
- Registrazioni effettuate il 4-6 aprile del 1988 al Clinton Recorders, Studio B di New York City, New York (Stati Uniti)
- Jason Corsaro - ingegnere delle registrazioni e del mixaggio (per la Corsair Productions)
- Neil Dignon - assistente ingegnere delle registrazioni
- Rimasterizzazione effettuata da Ron McMaster
- Tom Bonauro - grafica copertina album
- Michele Clement - foto copertina album[2]